# Lucien Barris
Lucien Barris (Banyuls de la Marenda, Rosselló, 4 de juny de 1921) és un jugador de rugbi a 15 i de rugbi a 13 nord-català, que va jugar en la posició de segona línia.

## Biografia
Va començar amb el rugbi a XV amb la Unió Esportiva Arlequins de Perpinyà (USAP), amb la que va arribar a ser campió de França en 1944. Després de la victòria, canvià de codi i es va passar al rugbi a 13 i es va integrar en l'AS Carcassonne amb la que va ser doble finalista al campionat de França en 1947 i 1948. Fou seleccionat dues vegades per la selecció de França de rugbi a 13 en 1948 i 1949.